# 糖胺
糖胺（glycosylamine）又称糖基胺、葡基胺、糖苷胺、糖甘胺，是一类生物化学分子，通过一个N-糖苷键把胺链接到碳水化合物，形成一个缩醛胺。例如核苷、腺苷。

腺苷